# Pełnomocnik Rządu do Spraw Reformy Centrum Gospodarczego Rządu
Pełnomocnik Rządu do Spraw Reformy Centrum Gospodarczego Rządu – jednostka organizacyjna Rady Ministrów istniejąca w latach 1995–1997, powołana w celu przygotowania reformy centrum gospodarczego Rządu i opracowania projektów podstaw legislacyjnych służących dalszej jego przebudowie.   

## Powołanie Pełnomocnika
Na podstawie rozporządzenia Rady Ministrów z 1995 r. w sprawie ustanowienia Pełnomocnika Rady Ministrów do Spraw Reformy Centrum Gospodarczego Rządu powołano Pełnomocnika. Ustanowienie Pełnomocnika pozostawało w ścisłym związku ustawą z 1985 r. o zmianach w organizacji oraz zakresie działania niektórych naczelnych i centralnych organów administracji państwowej.  
Funkcję Pełnomocnika powierzono sekretarzowi stanu w Urzędzie Rady Ministrów do spraw koordynacji restrukturyzacji administracji gospodarczej państwa oraz tworzenia struktur zarządzania mieniem państwowym.
Pełnomocnik podlegał Prezesowi Rady Ministrów.

## Zadania  Pełnomocnika
Do zadań Pełnomocnika należało przygotowanie reformy centrum gospodarczego Rządu, w szczególności:
- inicjowanie i organizacja prac związanych z przygotowaniem aktów prawnych,
- przygotowanie harmonogramu prac nad reformą,
- inicjowanie i koordynacja prac niezbędnych do wdrożenia nowej struktury centrum gospodarczego Rządu,
- upowszechnianie problematyki reformy we współpracy ze służbami informacyjnymi Urzędu Rady Ministrów.

Pełnomocnik   zobowiązany był przedstawić do rozpatrzenia Radzie Ministrów projekty aktów prawnych dotyczących przeprowadzenia reformy.
Pełnomocnik upoważniony był do wnoszenia, za zgodą Prezesa Rady Ministrów, opracowanych przez siebie projektów aktów prawnych do rozpatrzenia przez Radę Ministrów.
Pełnomocnik informował Prezesa Rady Ministrów o wszelkich zagrożeniach w procesie realizacji reformy.

## Zadania Pełnomocnika z 1997 r.
Na podstawie ustawy z 1996 r. o organizacji i trybie pracy Rady Ministrów oraz o zakresie działania ministrów  ustanowiono Pełnomocnika Rządu do Spraw Reformy Centrum Gospodarczego Rządu określono zadania Pełnomocnika Rządu. Pełnomocnik działał w Kancelarii Prezesa Rady Ministrów.
Do zadań Pełnomocnika należało koordynowanie prac związanych z reformą centrum administracyjnego i gospodarczego Rządu oraz przygotowanie projektów podstaw legislacyjnych dalszej jego przebudowy, a w szczególności:
- inicjowanie i koordynacja prac niezbędnych do wdrożenia nowej struktury centrum gospodarczego Rządu,
- inicjowanie i organizacja prac związanych z przygotowaniem aktów prawnych,
- upowszechnianie problematyki reformy.

Pełnomocnik upoważniony był do wnoszenia, za zgodą Prezesa Rady Ministrów, opracowanych przez siebie projektów aktów prawnych dotyczących reformy do rozpatrzenia przez Radę Ministrów.
Projekty aktów prawnych oraz innych dokumentów rządowych wpływających na organizację centrum gospodarczego Rządu podlegały zaopiniowaniu przez Pełnomocnika.

## Obowiązki Pełnomocnika
Pełnomocnik przedstawiał Radzie Ministrów:
- analizy i wnioski związane z jego działalnością,
- coroczne informacje o swojej pracy.

Obsługę merytoryczną, organizacyjno-prawną, techniczną i kancelaryjno-biurową zapewniała Pełnomocnikowi Kancelaria Prezesa Rady Ministrów.

## Zniesienie urzędu Pełnomocnika
Na podstawie rozporządzenia Rady Ministrów z 1997 r. w sprawie zniesienia urzędu Pełnomocnika Rządu do Spraw Reformy Centrum Gospodarczego Rządu zlikwidowano urząd Pełnomocnika.